# 舍 (稱謂)
舍是荷屬東印度時期的華人世襲稱謂，屬於高層的華人稱謂（詳見甲必丹）。這個稱謂源於閩南語中對男子的敬稱。許多擁有此一稱號的人後來都接受荷蘭殖民當局的職務。
較為傑出的「舍」人物有：
- 韓天筆（英语：Han Chan Piet）（1759年－1827年）
- 韓極官（英语：Han Kik Ko）（1766年－1813年）
- 陳永元（英语：Tan Eng Goan）（1802年－1872年）
- 潘景赫（英语：Phoa Keng Hek）（1857年－1937年）
- 許金安（英语：Khouw Kim An）（1875年－1945年）
- 簡福輝（英语：Hok Hoei Kan）（1881年－1951年）
- 潘隆義（1905年－1983年）